# 池田達雄 (総務官僚)
池田 達雄（いけだ たつお、1967年〈昭和42年〉5月1日 - ）は、日本の自治・総務官僚。

## 来歴
大阪府枚方市出身。洛星高等学校を経て、1990年（平成2年）、東京大学法学部を卒業。同年4月、自治省に入省。同年7月には新潟県に出向し、同県地方課に配属。その後、外務省国際機構課、自治省財政局公営企業第一課を経て、秋田県に出向。秋田県では企画調整課主幹、同福祉企画課長、同秘書課長、同財政課長を歴任し、秋田県の政策評価や財政健全化などの行政改革に携わった。とりわけ財政課長在任時に県政全般の政策を見通すことによって得られた現場感覚と視野が総務省での仕事に生きたと述懐している。財政課長退任後、東京に戻り、2001年（平成13年）4月に行政評価局上席評価監視調査官（特殊法人等担当）に就任。国の政策評価に携わった。
その後、埼玉県環境部長、同企画財政部長、総務省大臣官房企画官、自治財政局財政課復興特別交付税室長、内閣府地域主権戦略室参事官、同地方分権改革推進室参事官、内閣官房内閣参事官（内閣官房副長官補付）、総合通信基盤局電気通信事業部高度通信網振興課長、自治税務局市町村税課長、同都道府県税課長、同企画課長、内閣官房新型コロナウイルス感染症対策推進室参事官、同新型コロナウイルス感染症対策本部事務局参事官、内閣官房内閣審議官（内閣官房副長官補付）、同新型コロナウイルス感染症対策推進室審議官、同新型コロナウイルス感染症対策本部事務局審議官、総務省大臣官房審議官（財政制度・財務担当）、内閣官房令和3年経済対策世帯給付金等事業企画室審議官、同全世代型社会保障構築本部事務局審議官、内閣府政策統括官（経済財政運営担当）付、同令和3年経済対策世帯給付金等事業担当室審議官、総務省大臣官房審議官（税務担当）などを歴任。
2023年（令和5年）1月20日、自治税務局長に就任。
2024年（令和6年）7月5日、消防庁長官兼消防庁倫理監督官に就任。2025年（令和7年）7月1日、辞職。